# Ми були тут (фільм)
Ми були тут - документальний фільм про кризову ситуацію, пов'язану з поширенням ВІЛ-інфекції у Сан-Франциско... Фільм, продюсером і режисером якого був Дейвід Вайссман, редактором і другим директором Білл Вебер, мав прем’єрній показ на кінофестивалі у Санденсі у січні 2011 року, був показаний на Берлінському кінофестивалі у лютому 2011, а також, у Сан-Франциско 25 лютого 2011 року у театрі Кастро відбулася прем’єра театральної вистави на основі фільму. Цей фільм - перша документальна стрічка, яка глибоко і вдумливо розглядає початок ВІЛ/СНІДу та його вплив у Сан-Франциско. Вона висвітлює реакцію жителів на цю страшну інфекцію.

## Про Фільм
Фільм «Ми були тут» показує реальні події на початку 80-х, які називалися «Гомосексуальна чума». Він зображує глибокі проблеми особистості та громади, які виникли через ВІЛ/СНІД, а також пов'язані з цим широкі політичні і соціальні потрясіння. Фільм описує велику перевірку для покоління, яке пережило і відповіло на наступ СНІДу. Допомагає зрозуміти, що відбувалося з тими, хто був присутній при цих подіях
У відповідь на поширення ВІЛ-інфекції у Сан-Франциско стала розуміюча, різноманітна, креативна компанія відома під назвою "Модель Сан-Франциско". Активісти міста та прогресивна інфраструктура, побудували у 60 -ті роки разом із високо-політезованою громадою геїв, згуртованих навколо вулиці Кастро, допомогли подолати перешкоди на шляху нації, яка була гомофобна й не мала відповідного медичного обслуговування. У своїх стражданнях Сан Франціско віддзеркалює досвід багатьох Американських міст у той час. Модель Сан-Франциско залишається  надихаючим стандартом  для тих, хто прагне   жити у здоровішому, справедливішому, людянішому суспільстві.
Фільм розповідає про п'ять чоловік, які жили у Сан-Франциско до епідемії. Їх життя змінилося неймовірно, коли їх улюблене місто перетворилося із осередка сексуальної свободи і соціальних експериментів на епіцентр жахливої епідемії, яка розповсюджувалася статевим шляхом. 
З різних точок зору, від імені вихователів, активістів, дослідників, друзів, коханих, а також самих хворих на СНІД, розповідаються історії, які не лише занадто особисті, а й висвітлюють значно серйозніші теми століття: політичні й сексуальні труднощі, жахливі емоційно втрати, ролі жінок, особливо лесбійок, які турбувалися та боролися за своїх братів геів.
Архівні зйомки передають надзвичайно особисті почуття Сан-Франциско у період до поширення ВІЛ, висвітлюють співчуваючу та мужню громаду, яка зустрічається зі стражданнями та втратами.

## Люди, які надають інтерв'ю
Фільм показує п'ять інтерв'ю з людьми,  які відіграють головні ролі протягом фільму. Порядок їх появи у фільмі:   
- Єд Вульф
- Поль бонеберг
- Даниель Голдстейн
- Гай Кларк
- Ейлин Глатцер

## Відгуки
Фільм отримав 100% у підсумковому рейтингу  Rotten Tomatoes та 94% рейтингу в Метакритиці (Metacritic), якій був найбільшим  рейтингом серед фільмів 2011.

## Винагороди
- 2011: Найкращий документальний фільм на кінофестивалі фільмів про людей з гомосексуальною орієнтацією у Мумбаї Mumbai Queer Film Festival[en]